# Steinspaltwerkzeuge

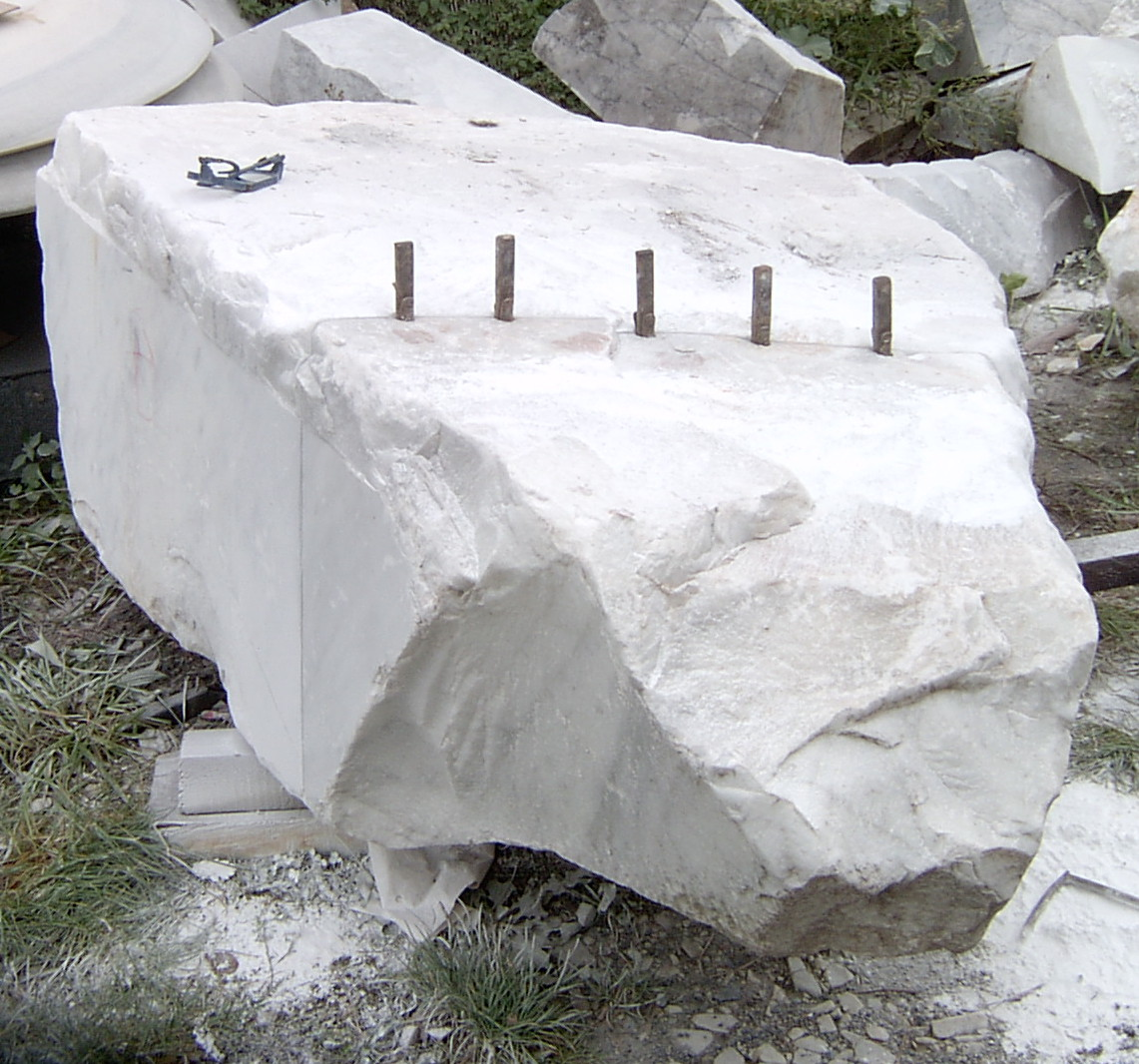
Ein Marmorblock ist mit Keilen zum Abspalten vorbereitet

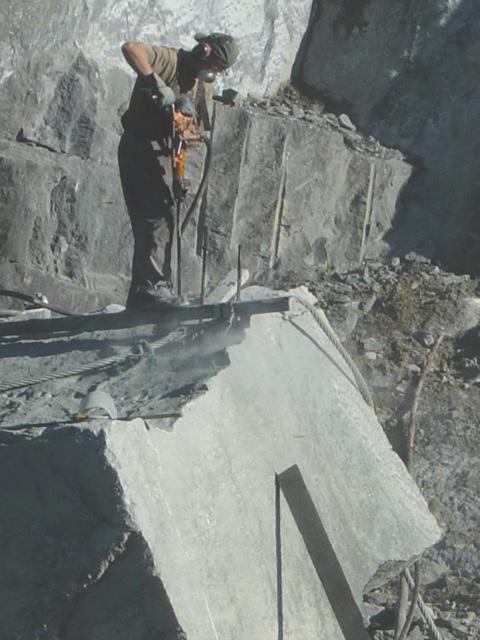
Herstellung von Bohrlöchern zum Spalten mit einem Druckluftbohrhammer

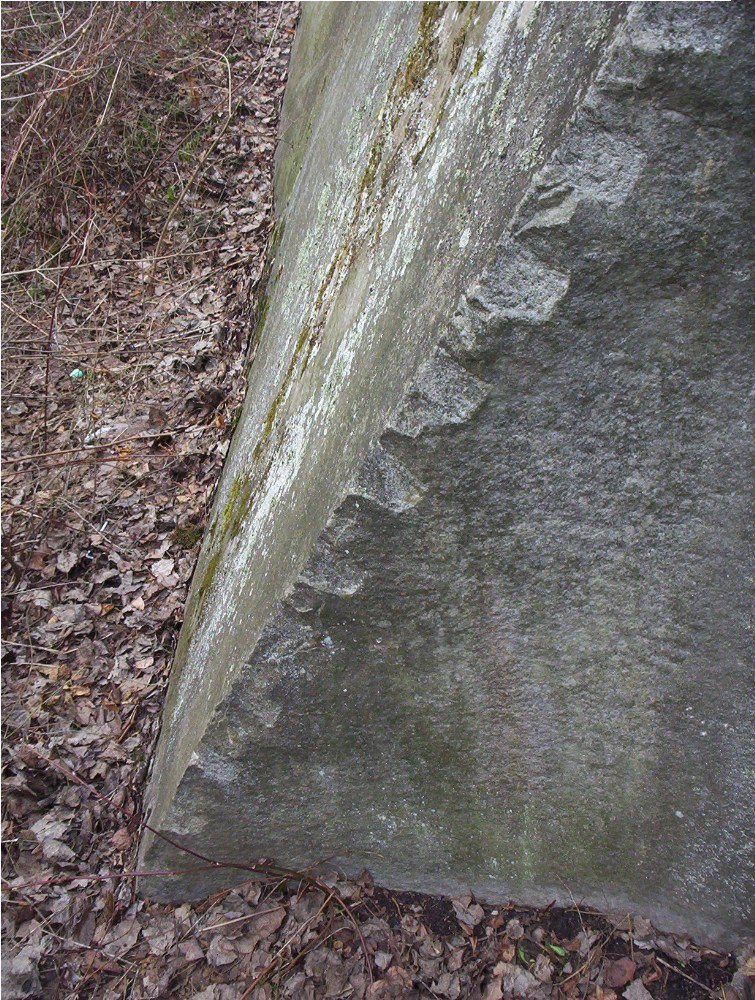
Spuren eines sogenannten Schrots an der Kante, die mit Handwerkzeugen hergestellt wurden

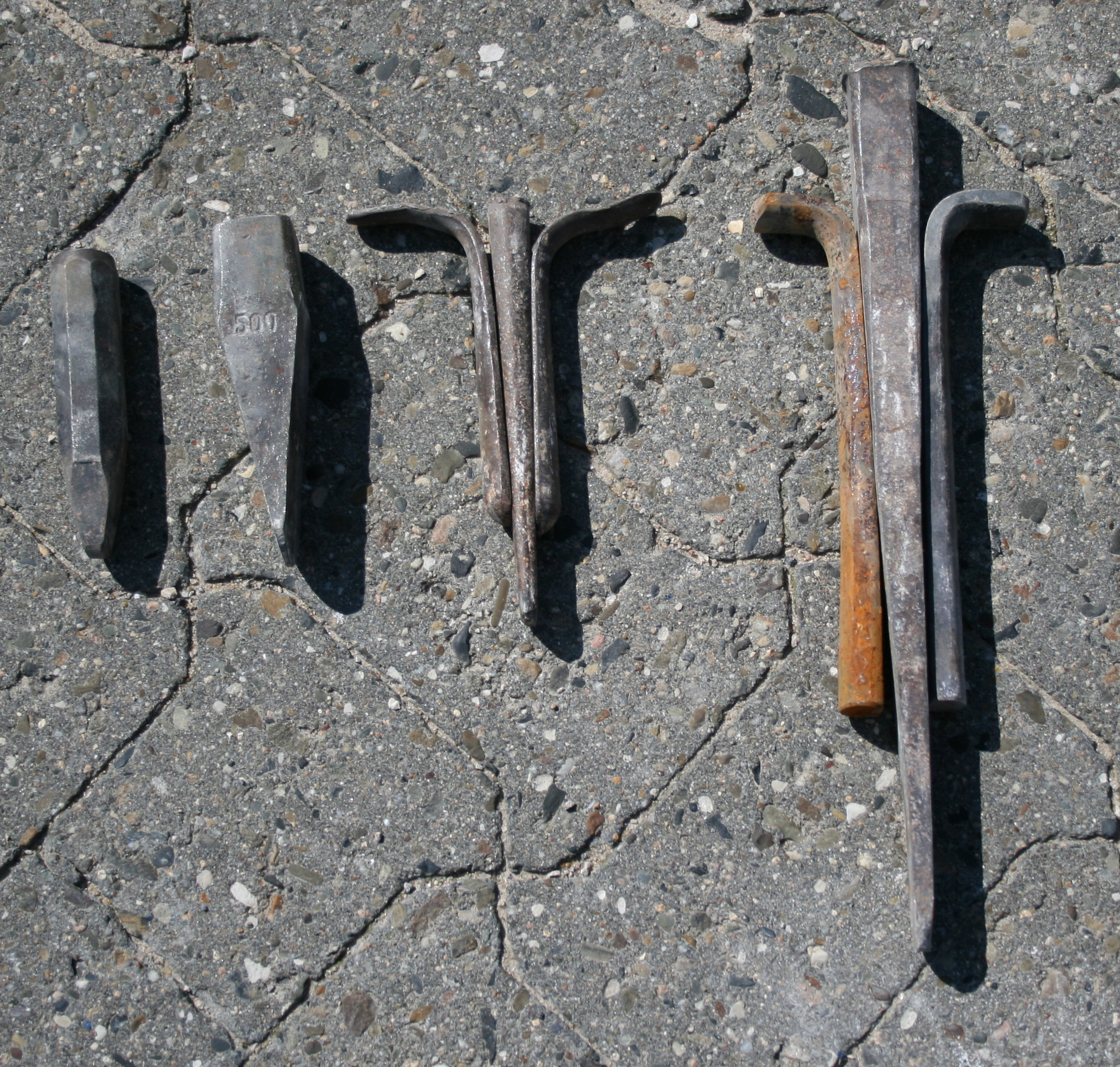
Keile von links: für Weichgestein, für Hartgestein, (sog. Patentkeile) für Hartgestein, für Weichgestein

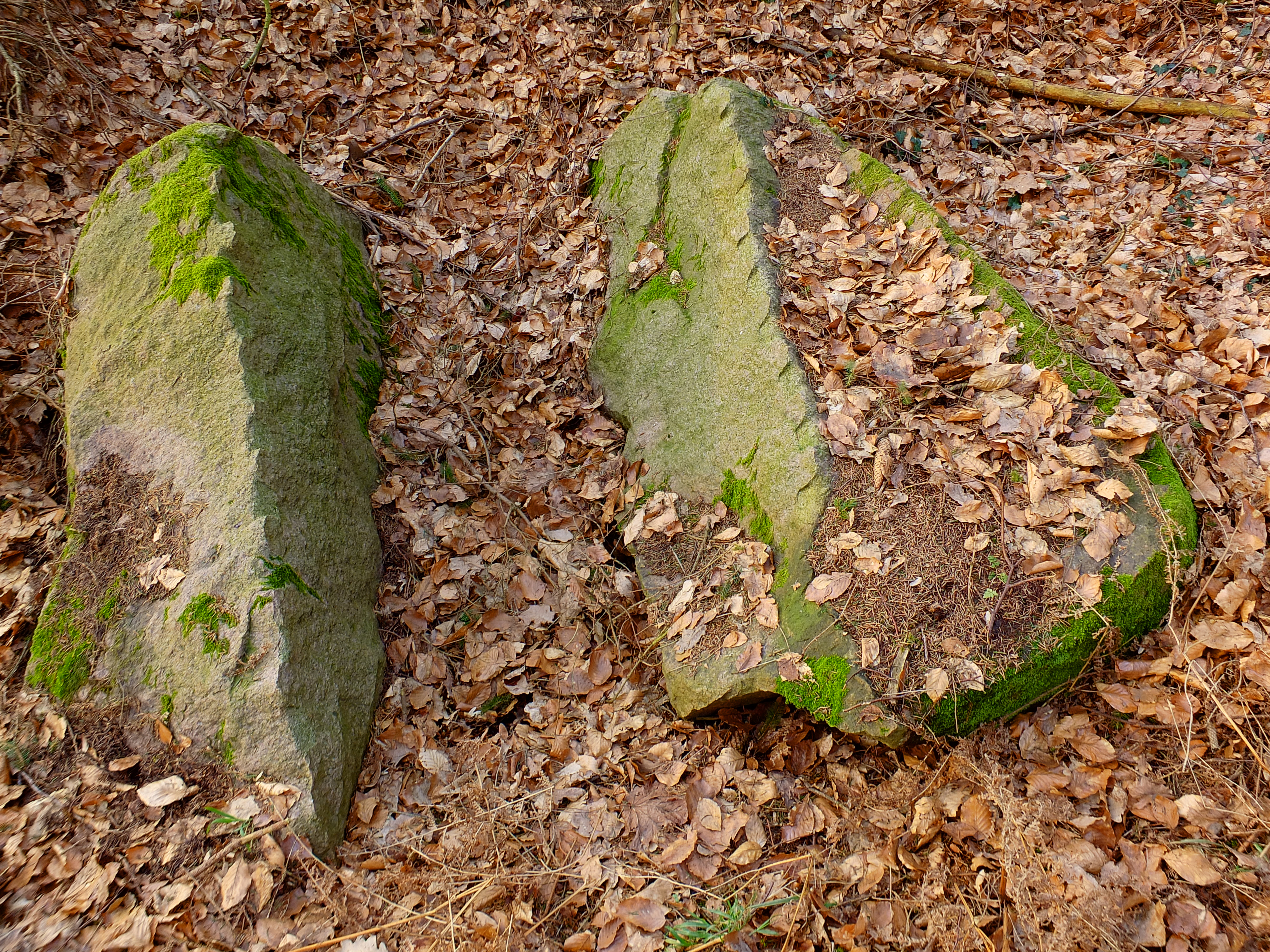
Gespaltener Findling in der Feldmark von Schätzendorf (Gemeinde Egestorf)

Naturwerkstein wird mit speziellen Verfahren in Steinbrüchen gewonnen, die man Steinspaltwerkzeuge nennt.

Eine dieser Steingewinnungsmethoden ist die Spaltung der Steine mit Keilen, entweder in Handarbeit oder mit Hilfe von Maschinen.

## Spalten mit Handwerkzeugen
Die einfachste Methode der Spaltung von Steinen in Steinbrüchen erfolgt über die Hebelwirkung, indem man mit Hebestangen vorhandene Klüfte nutzt und den Stein aus der Steinwand herausbricht. Ein spezielles Steinspaltverfahren wird in den Steinbrüchen des Solnhofener Plattenkalks angewendet, wobei eine Art Hacke zum Herausbrechen der polygonalen Platten verwendet wird.
Eine seit der Antike angewandte Methode, die man heute noch − aber immer seltener − findet, ist das Spalten mit Handwerkzeugen, indem dreieckförmige Schlitze in der gewünschten Spaltrichtung der Steine eingeschlagen werden. In diese Schlitze werden eiserne Keile eingesetzt und in die Flanken der Schlitze werden zu den Keilgrößen passende Eisenbleche eingelegt, die die Keilwirkung optimieren. Die Eisenbleche werden als Federn bezeichnet. Steinmetze nennen dieses Steinespalten „schroten“, das vor allem beim Spalten von Hartgestein verwendet wurde.
Von der Antike bis ins frühe 20. Jahrhundert verwendete man auch Holzkeile zum Spalten von Stein. Hierzu werden Löcher in den Stein geschlagen und mit trockenem Holz ausgekeilt. Durch Befeuchten des Holzes entsteht ein hoher Quelldruck, wodurch der Stein gespalten wird. Mit dem Aufkommen der sogenannten „Patentkeile“ (siehe unten) war das Holzkeilverfahren nicht mehr wirtschaftlich und geriet in Vergessenheit.
Jeder Naturstein hat ein sogenanntes Lager. Das heißt, dass sich die Minerale waagerecht zur Erdoberfläche einlagern und sich damit im Stein ausrichten. Steinmetze nutzen diese Lagerung beim Spalten der Steine. Dabei lässt sich ein Naturstein mit dem Lager mit geringerem Kraftaufwand spalten und es entstehen ebenere Steinoberflächen als beim Spalten gegen das Lager. Gegen das Lager zu spalten, nennen Steinmetze unter anderem deshalb auch Stoßen.
Je härter das Gestein, desto weiter auseinander können die Bohrlöcher gesetzt werden, zum Beispiel können für das Hartgestein Granit je nach Granitsorte Bohrlochabstände bis zu 40 cm gewählt werden. Bei den Weichgesteinen, wie beispielsweise bei den offenporigen Kalksteinen, kann der Bohrlochabstand je nach Sandsteinsorte bis auf 10 cm sinken.
Eine modernere Methode ist das Bohren von Löchern mit Schlagbohrhämmern, die mit Druckluft angetrieben werden. In die Bohrlöcher werden sogenannten „Patentkeile“ eingesetzt. Sie bestehen aus Keilen und speziell geformten Federn aus Metall (siehe weiter oben), die die Keilwirkung optimieren.
Bei beiden oben genannten Methoden werden die eingesetzten Keile mit Vorschlaghämmern eingetrieben, um den Stein zu spalten.
In jüngster Zeit werden Löcher mit Druckluftbohrhämmern in die Gesteinsschicht, die auch Bank genannt wird, im Steinbruch eingebohrt und anschließend ölhydraulischen Spaltgeräte eingesetzt, die mit hohem Druck die Gesteinsschicht abspalten. Anschließend werden sog. Lösekissen aus Blech in die Lösefuge eingebracht, die mit Luft- oder Wasserdruck gefüllt die Steinschicht abschieben, um diese anschließend mit schwerem Gerät (Radlader, Baggern) als Rohblöcke zu gewinnen.

## Kunst
Nach einer Steinmetzlehre und Tätigkeit an der Dombauhütte in Köln begann der Künstler Ulrich Rückriem Steinskulpturen zu gestalten, indem er Steine mit Spaltkeilen auftrennt und wieder zusammensetzt. Nach einem Studium an den Kölner Werkschulen hat er seit 1968 zahlreiche Kunstobjekte im öffentlichen Raum aus steinernen Rohblöcken geschaffen. Dabei hat er ein für ihn einmaliges künstlerisches Verfahren entwickelt, wobei er vielfach gespaltene kubische oder rechteckigen Formen eines ursprünglich geschlossenen Steinblocks nach dem Auspalten zusammenfügt.

## Heutige Steingewinnungstechniken
Immer seltener werden heute in Bohrlöcher Explosivstoffe eingebracht, die den Stein entsprechend abspalten (besser absprengen). Der Nachteil dieser Methode ist eine massive Schädigung der Steinblöcke sowie hohe Kosten und Gefahren.
Eine andere Methode ist es, mit sogenannten Expansivstoffen Steine abzuspalten. Es handelt sich hierbei um Zemente, die in die Bohrlöcher gefüllt werden und beim Abbinden treibende Wirkung erzeugen. Die Verwendung ist auf die Sommermonate beschränkt.
Heute werden Naturwerksteine vor allem mit „Schrämen“ und Seilsägen im Steinbruch gewonnen. Sind die Steinblöcke zu groß, werden teilweise die oben genannten Spalttechniken eingesetzt, um sie auf das gewünschte Format zu bringen.

### Vergleichbare Technologien
- Spaltkeil (Werkzeug)
- Keil
- Keil (Technik)

### Ähnliche Werkzeuge
- Schlageisen
- Beizeisen

### Berufe
- Steinhauer
- Steinmetz
- Steinbildhauer

## Weitere Themen
- Steinoberfläche